# Gamaliel Nightingale
Pour les articles homonymes, voir Nightingale.
Gamaliel Nightingale (1731-1791) est un officier de la Royal Navy. Il sert durant la guerre de Sept Ans, atteignant le rang de captain.

## Biographie
Gamaliel Nightingale est nommé lieutenant le 8 juillet 1753 alors qu'il commande le Badger, un sloop de 10 canons. Sur le même navire, il est promu commander le 3 août 1757. Il conserve ce poste jusqu’en octobre 1758, puis est nommé captain à bord du Vengeance le 18 octobre 1758 sur lequel il prend part à la bataille des Cardinaux le 20 novembre 1759.
Il débarque du Vengeance le 24 mai 1761 et, au mois de juillet suivant, prend le commandement du Vestale, renommé Flora depuis sa capture le 8 janvier 1761, commandement qu'il garde jusqu’en 1763.